# Denscantia
Denscantia là một chi thực vật có hoa trong họ Thiến thảo (Rubiaceae).

## Loài
Chi Denscantia gồm các loài: